# باول ر. شومان
باول ر. شومان (بالإنجليزية: Paul R. Schumann)‏ هو رسام أمريكي، ولد في 13 ديسمبر 1876، وتوفي في 29 أبريل 1946.